# رژی بلاشر
رژی بلاشر (به فرانسوی: Régis Blachère)، شرق‌شناس و عربی‌دان فرانسوی و یکی از مترجمان قرآن به زبان فرانسوی. به نظر بسیاری، او یکی از برجسته‌ترین مستشرقان سده‌های اخیر است، پژوهش‌هاو روش کار او بسیار مورد استفاده دیگران قرار گرفته‌است.

## زندگی شخصی
رژی بلاشر در ۱۹۰۰ در حومه پاریس زاده شد. در ۱۵ سالگی که پدرش به کشور مغرب مهاجرت کرد، او در کازابلانکا ساکن شد. رژی در دبیرستان لیوته آن شهر به تحصیل پرداخت و از همان روزگار، علاقه شدیدی به مطالعه و فراگرفتن زبان‌های خارجی داشت.
رژی در ۱۹۲۲ از دانشگاه الجزیره لیسانس گرفت و پس از آن نیز چندی از درس‌های ویلیام مارسه در همان دانشگاه بهره برد. در ۱۹۲۴ در امتحان ورودی فوق لیسانس مدرّسی پذیرفته شد و چون پدرش کارمندی ساده بود، او مجبور شد که ضمن تحصیل در الجزیره، به کار خود در مدرسه مولای یوسف ادامه دهد و به همین جهت او همواره میان رباط و الجزیره در رفت  و آمد بود.
سرانجام در ۱۹۲۹ مدرسه رباط را ترک کرد و به کمک لوی پرووانسال در «مؤسسه پژوهشهای عالی مغرب» سرپرست پژوهش شد و تا ۱۹۳۵ به کار خود ادامه داد. در ۱۹۳۶ دکترا گرفت و پس از دریافت درجه دکتری، در «مدرسه ملی زبان‌های شرقی» پاریس استاد زبان عربی شد و به مدت ۱۵ سال به آن کار ادامه داد. در ۱۹۵۰ کرسی استادی زبان و ادبیات عربی دانشگاه سوربن را به او سپردند که تا زمان بازنشستگیش در ۱۹۷۰ در این سمت باقی بود.
بلاشر در کنار وظایف استادی، مسئولیت‌های دیگری نیز به عهده داشت:
- از ۱۹۵۰ در «مدرسه کاربردی مطالعات عالی» وابسته به دانشگاه سوربن به جای ویلیام مارسه، سرپرست پژوهش بود؛
- از ۱۹۵۶ تا ۱۹۶۵ ریاست مؤسسه مطالعات اسلامی در فرهنگستان پاریس،
- از ۱۹۵۶، ریاست عالیه «انجمن پیشبرد پژوهشهای اسلامی»
- از ۱۹۶۲ ریاست «مرکز لغت‌شناسی عربی»

را بر عهده داشت. در ۱۹۷۲، عضو «فرهنگستان خط نگاره و ادب» شد و یک سال بعد در اوت ۱۹۷۳ (مرداد ۱۳۵۱) درگذشت.

## آثار
برخی بلاشر را آخرین مردِ کلان از سلسله خاورشناسانی می‌دانند که نزدیک به دو سده به پژوهش در زبان و ادبیات کلاسیک عربی پرداخته‌اند. اینک شیوه کار و حتی واژگان ادب شناسان دگرگون شده و این‌گونه پژوهش‌ها به شیوه‌های تازه‌ای انجام می‌شود، و به عقیده برخی از محققان امروزی، بزرگانی چون بلاشر، طی دویست سال مواد لازم را برای تحلیل‌های امروزی فراهم آورده‌اند. برخی معتقدند وی بیشتر در شیوه پژوهش به ویژه از نولدکه خاورشناس آلمانی، سود جسته و تحت تأثیر او قرار داشته‌است.
بلاشر در حدود دوازده کتاب و بیش از چهل مقاله تألیف کرده و انبوهی گزارش و معرفی و نقد کتاب نوشته‌است. مقالات او در مجلات معروف فرانسوی (مجله آسیایی؛ عربیکا) و دائرةالمعارف‌های بزرگ (دائرةالمعارف اسلام؛ لاروس؛ اونیورسالیس...) به چاپ رسیده‌است.
برخی از کتاب‌های او را در شمار منابع اصلی تحقیق می‌دانند. از جمله آثار اوست: 
- مقدمه بر قرآن (پاریس ۱۹۴۷) : که در واقع مقدمه مفصلی بر «ترجمه قرآن» وی است و با عنوان درآستانه قرآن به همت دکتر محمود رامیار به فارسی ترجمه و در۱۳۵۹ش در تهران منتشر شده‌است
- ترجمه قرآن (پاریس ۱۹۴۹ـ۱۹۵۰) : این ترجمه، به قولی، یکی از بهترین ترجمه‌های قرآن به زبان‌های اروپایی شناخته شده‌است.[۲] وی در آن کوشیده‌است سوره‌های قرآن کریم را برحسب زمان نزول تنظیم کند. این ترجمه به شکلی ساده‌تر و با مراعات ترتیب رایج در نزد مسلمانان، چند بار به چاپ رسیده‌است
- مسئله محمد[۳] (پاریس ۱۹۵۲): او در این کتاب، زندگانی پیامبر اسلام را به صورتی نقادانه (biographie Critique) به نگارش درآورده که به‌نظر برخی، رساله مذکور از داوریهای نادرست خالی نیست.
- همگام با محمد (پاریس ۱۹۵۶)
- جزوه کوچکی در مجموعه چه می‌دانم؟[۴] تحت عنوان «قرآن» (به فرانسوی: le coran) این جزوه، پس از «مقدمه قرآن» نگاشته شده و خلاصه‌ای از آن را دربر دارد. جزوه مزبور را رضا سعادت (از نویسندگان عرب) به زبان عربی برگردانده‌اند و آن را با عنوان: «القرآن (نزوله، تدوینه، ترجمته و تأثیره)» در بیروت به چاپ رسانده‌است.
- فرهنگ عربی-فرانسه-انگلیسی[۵]، با همکاری دو خاورشناس دیگر(مصطفی شویمی و کلود دنیزو). از ۱۹۶۷ به بعد، از این کتاب سه جلد منتشر شده‌است.
- گزیده‌ای از آثار جغرافی نویسان قرون وسطی (بیروت ـ الجزیره ۱۹۳۴)
- یک شاعر عرب در سده چهارم قمری؛ ابوالطیب المتنبی (پاریس ۱۹۳۵)
- ترجمه کتاب طبقات الامم قاضی صاعد اندلسی به فرانسوی همراه با تعلیقات (پاریس ۱۹۳۵)
- دستور زبان عربی کلاسیک (پاریس ۱۹۳۷)
- عناصر برگزیده از عربی کلاسیک (پاریس ۱۹۳۹)
- تمرین برای عربی کلاسیک (پاریس ۱۹۴۶)
- تاریخ ادبیات عرب از آغاز تا پایان قرن پانزدهم، در سه جلد (پاریس ۱۹۵۲۱۹۶۶). این کتاب را ابراهیم کیلانی به عربی (دمشق ۱۹۷۳۱۹۷۴) و جلد اول آن را نیز آذرتاش آذرنوش به فارسی برگردانده‌است (تهران ۱۳۶۳)

از دیگر تألیفات او می‌توان از مجموعه مقالات و رسائلی برشمرد که وی در دائرةالمعارف اسلام (چاپ اروپا) نگاشته و دربارهٔ شاعران عرب چون: عباس بن احنف و ابو صخر هذلی و أخطل و عمروبن کلثوم و عنترة و ذوالرمة و بشاربن برد و فرزدق و جز ایشان تحقیق کرده‌است و همچنین مقالاتی که در دائرةالمعارف بزرگ فرانسه دربارهٔ أبونواس و شوقی و معری و دیگران دارد.
پس از مرگ بلاشر، چندین مقاله دربارهٔ او انتشار یافت که برخی از مهم‌ترین آن‌ها جزو منابع این مقاله بوده‌است. در ۱۹۷۵ انجمن فرانسوی دمشق، یادنامه‌ای همراه با زندگینامه، فهرست جامع آثار و تمامی مقالات علمی او منتشر کرد.

## شاگردان ایرانی
محمد جواد مشکور در دوره اقامت در پاریس شاگرد رژی بلاشر بود.

## مطالعه بیش‌تر
- «رژیس بلاشر». دانشنامه جهان اسلام.
- زندگی و آثار رژی بلاشر: شبکه بلاغ
- عبدالرحمان بدوی، موسوعة المستشرقین، بیروت ۱۹۸۴
- رژیس بلاشر، تاریخ ادبیات عرب، ترجمه آذرتاش آذرنوش، تهران ۱۳۶۳